# Copa do Mundo de Críquete de 2011
A Copa do Mundo de Críquete de 2011 (em inglês: 2011 ICC Cricket World Cup) foi a décima edição do torneio, cuja realização e administração esteve a cargo do Conselho Internacional de Críquete (em inglês: International Cricket Council - ICC). Os países anfitriões foram Bangladesh, Índia e Sri Lanka.
Nesta edição se fizeram presentes catorze seleções, sendo dez delas qualificadas diretamente por serem full members da ICC, enquanto as quatro vagas restantes foram destinadas para as associate members da ICC, via qualificação mundial disputada em 2009. A cerimônia de abertura foi realizada no Estádio Nacional Bangabandhu, localizado em Daca, capital de Bangladesh, em 17 de fevereiro de 2011, sendo que dois dias depois o campeonato teve seu início.
Originalmente, o Paquistão era co-anfitrião deste evento. Mas após o ataque terrorista de 2009 à seleção nacional de críquete do Sri Lanka em Laore, a ICC cancelou retirou o país como uma das sedes deste campeonato. O comitê organizador da Copa do Mundo de 2011, originalmente localizado em Laore, foi transferido para Mumbai. O Paquistão receberia catorze partidas deste evento, incluindo uma semifinal. Com a citada mudança, oito destes jogos foram atribuídos à Índia, quatro ao Sri Lanka e dois para Bangladesh.
A decisão deste campeonato foi realizada entre Índia e Sri Lanka. Com a vitória dos indianos na cidade de Mumbai, não apenas o seu país conquistou a segunda Copa do Mundo em sua história, como também pela primeira vez uma nação sede se tornou campeã mundial de críquete.

## Participantes e regulamento

### Participantes
Segue-se, abaixo, o quadro com os países que se fizeram presentes nesta edição da Copa do Mundo de Críquete.
| África                                          | Américas                             | Ásia                                                         | Europa                                             | Oceania                             |
| ----------------------------------------------- | ------------------------------------ | ------------------------------------------------------------ | -------------------------------------------------- | ----------------------------------- |
| - África do Sul [1] - Quênia [2] - Zimbabwe [1] | - Canadá [2] - Índias Ocidentais [1] | - Bangladesh [1] - Índia [1] - Paquistão [1] - Sri Lanka [1] | - Inglaterra [1] - Irlanda [2] - Países Baixos [2] | - Austrália [1] - Nova Zelândia [1] |

Convenções: [1] - equipes classificadas por serem full members do Conselho Internacional de Críquete; [2] - equipes classificadas via 2009 Cricket World Cup Qualifier.

### Regulamento
Os catorze países presentes foram divididos em dois grupos com igual número de integrantes. As partidas da primeira fase foram disputadas dentro de suas chaves, cujos quatro primeiros colocados de cada avançaram para as fases eliminatórias com cruzamento olímpico entre os grupos, disputadas em partidas únicas até a decisão.

### Premiação
O Conselho Internacional de Críquete havia mensurado que, para a premiação desta competição, seriam distribuídos no total a cifra de US$ 8 milhões e 100 mil, cuja divisão se daria de acordo com a colocação de cada país participante ao final deste evento, a partir das suas fases eliminatórias.
- Campeão: US$ 3,250 milhões.
- Vice-campeão: US$ 1,5 milhões.
- Derrotados nas semifinais: US$ 500 mil (cada).
- Derrotados nas quartas de finais: US$ 250 mil (cada).

## Partidas e resultados
Segue-se, abaixo, o classificatório da primeira fase e as partidas realizadas na fase decisiva desta competição.

### Primeira fase

#### Grupo A
| Seleção       | J | V | D | E | SR | PLC    | Pts |
| ------------- | - | - | - | - | -- | ------ | --- |
| Paquistão     | 6 | 5 | 1 | 0 | 0  | +0.758 | 10  |
| Sri Lanka     | 6 | 4 | 1 | 0 | 1  | +2.582 | 9   |
| Austrália     | 6 | 4 | 1 | 0 | 1  | +1.123 | 9   |
| Nova Zelândia | 6 | 4 | 2 | 0 | 0  | +1.135 | 8   |
| Zimbabwe      | 6 | 2 | 4 | 0 | 0  | +0.030 | 4   |
| Canadá        | 6 | 1 | 5 | 0 | 0  | −1.987 | 2   |
| Quênia        | 6 | 0 | 6 | 0 | 0  | −3.042 | 0   |

- Avançaram para a fase seguinte os quatro primeiros colocados do grupo.
- Critérios de pontuação: 1) vitória = 2; 2) empate ou SR = 1; 3) derrota = 0.
- Critérios de desempate: 1) pontos; 2) vitórias; 3) taxa de PLC; 4) resultados obtidos em partidas de equipes empatadas; 5) ranking anterior ao início da competição.

#### Grupo B
| Seleção           | J | V | D | E | SR | PLC    | Pts |
| ----------------- | - | - | - | - | -- | ------ | --- |
| África do Sul     | 6 | 5 | 1 | 0 | 0  | +2.206 | 10  |
| Índia             | 6 | 4 | 1 | 1 | 0  | +0.900 | 9   |
| Inglaterra        | 6 | 3 | 2 | 1 | 0  | +0.072 | 7   |
| Índias Ocidentais | 6 | 3 | 3 | 0 | 0  | +1.066 | 6   |
| Bangladesh        | 6 | 3 | 3 | 0 | 0  | −1.361 | 6   |
| Irlanda           | 6 | 2 | 4 | 0 | 0  | −0.696 | 4   |
| Países Baixos     | 6 | 0 | 6 | 0 | 0  | −2.045 | 0   |

- Avançaram para a fase seguinte os quatro primeiros colocados do grupo.
- Critérios de pontuação: 1) vitória = 2; 2) empate ou SR = 1; 3) derrota = 0.
- Critérios de desempate: 1) pontos; 2) vitórias; 3) taxa de PLC; 4) resultados obtidos em partidas de equipes empatadas; 5) ranking anterior ao início da competição.

### Fase final
|  | Quartas de final                 | Quartas de final                 |                             |       | Semifinais | Semifinais |  |  | Final | Final |
|  |                                  |                                  |                             |       |            |            |  |  |       |       |
|  | 23 de março – Daca, Bangladesh   |                                  |                             |       |            |            |  |  |       |       |
|  |                                  |                                  |                             |       |            |            |  |  |       |       |
|  | Índias Ocidentais                | 112                              |                             |       |            |            |  |  |       |       |
|  | Índias Ocidentais                | 112                              | 30 de março – Mohali, Índia |       |            |            |  |  |       |       |
|  | Paquistão                        | 113/0                            |                             |       |            |            |  |  |       |       |
|  | Paquistão                        | 113/0                            | Paquistão                   | 231   |            |            |  |  |       |       |
|  | 24 de março – Ahmedabad, Índia   |                                  | Paquistão                   | 231   |            |            |  |  |       |       |
|  |                                  | Índia                            | 260/9                       |       |            |            |  |  |       |       |
|  | Austrália                        | Índia                            | 260/9                       | 260/6 |            |            |  |  |       |       |
|  | Austrália                        |                                  | 2 de abril – Mumbai, Índia  | 260/6 |            |            |  |  |       |       |
|  | Índia                            | 261/5                            |                             |       |            |            |  |  |       |       |
|  | Índia                            | 261/5                            | Índia                       | 277/4 |            |            |  |  |       |       |
|  | 25 de março – Daca, Bangladesh   |                                  | Índia                       | 277/4 |            |            |  |  |       |       |
|  |                                  | Sri Lanka                        | 274/6                       |       |            |            |  |  |       |       |
|  | Nova Zelândia                    | Sri Lanka                        | 274/6                       | 221/8 |            |            |  |  |       |       |
|  | Nova Zelândia                    | 29 de março – Colombo, Sri Lanka |                             | 221/8 |            |            |  |  |       |       |
|  | África do Sul                    | 172                              |                             |       |            |            |  |  |       |       |
|  | África do Sul                    | 172                              | Nova Zelândia               | 217   |            |            |  |  |       |       |
|  | 26 de março – Colombo, Sri Lanka |                                  | Nova Zelândia               | 217   |            |            |  |  |       |       |
|  |                                  | Sri Lanka                        | 220/5                       |       |            |            |  |  |       |       |
|  | Inglaterra                       | Sri Lanka                        | 220/5                       | 229/6 |            |            |  |  |       |       |
|  | Inglaterra                       |                                  |                             | 229/6 |            |            |  |  |       |       |
|  | Sri Lanka                        | 274/6                            |                             |       |            |            |  |  |       |       |
|  | Sri Lanka                        | 274/6                            |                             |       |            |            |  |  |       |       |

#### Quartas de finais
| 23 de março de 2011 |                   |                                                                       |           |           |  |  |
|                     | Índias Ocidentais | 112 (43.3 overs) - 113/0 (20.5 overs) Paquistão venceu por 10 wickets | Paquistão | Relatório |  |  |

| 24 de março de 2011 |           |                                                                  |       |           |  |  |
|                     | Austrália | 260/6 (50 overs) - 261/5 (47.4 overs) Índia venceu por 5 wickets | Índia | Relatório |  |  |

| 25 de março de 2011 |               |                                                                          |               |           |  |  |
|                     | Nova Zelândia | 221/8 (50 overs) - 172 (43.2 overs) Nova Zelândia venceu por 49 corridas | África do Sul | Relatório |  |  |

| 26 de março de 2011 |            |                                                                       |           |           |  |  |
|                     | Inglaterra | 229/6 (50 overs) - 231/0 (39.3 overs) Sri Lanka venceu por 10 wickets | Sri Lanka | Relatório |  |  |

#### Semifinais
| 29 de março de 2011 |               |                                                                      |           |           |  |  |
|                     | Nova Zelândia | 217 (48.5 overs) - 220/5 (47.5 overs) Sri Lanka venceu por 5 wickets | Sri Lanka | Relatório |  |  |

| 30 de março de 2011 |       |                                                                  |           |           |  |  |
|                     | Índia | 260/9 (50 overs) - 231 (49.5 overs) Índia venceu por 29 corridas | Paquistão | Relatório |  |  |

#### Final
| 2 de abril de 2011 |           |                                                                  |       |           |  |  |
|                    | Sri Lanka | 274/6 (50 overs) - 277/4 (48.2 overs) Índia venceu por 6 wickets | Índia | Relatório |  |  |

## Estatísticas
Ao final da competição, alguns recordes foram consolidados, estando os mesmos presentes mais abaixo e atualizados em 2 de abril de 2011.
- Mais corridas:  Tillakaratne Dilshan = 500;  Sachin Tendulkar = 482;  Kumar Sangakkara = 465;  Jonathan Trott = 422;  Upul Tharanga = 395.
- Mais wickets:  Shahid Afridi e  Zaheer Khan = 21;  Tim Southee = 18;  Robin Peterson e  Yuvraj Singh = 15.

### Campeão
| Copa do Mundo de Críquete de 2011 2011 ICC Cricket World Cup |
| ------------------------------------------------------------ |
| Índia (2º título)                                            |